# Cecilia 2
Cecilia 2 es el segundo LP de la cantautora española Evangelina Sobredo Galanes, más conocida como Cecilia, publicado en 1973 por CBS.

## Grabación y producción
El LP fue grabado en el verano de 1973 en los estudios Kirios en Madrid. Todas las canciones están compuestas por Evangelina Sobredo Galanes, y producido por José Luis de Carlos. Los arreglos son de Pepe Nieto. La grabación tuvo varias colaboraciones especiales: Julio Seijas tocó la guitarra en «Con los ojos en paz», Len fue guitarra solista en «Equilibrista» y Abid Hossein tocó la tabla en «Si no fuera porque...».
Cecilia 2 recibió el número de catálogo S 65806. El LP fue fabricado en Madrid y publicado en octubre de 1973. La primera tirada lleva las marcas de prensado 850 65806*a*1 y 850 60806*B*2. Fue reeditado en serie económica en 1983 con el número de catálogo S 32327. La edición en CD fue publicada por CBS/Sony en 1994, con el número de catálogo 480386 2.

## Lista de canciones
Todas las canciones del álbum fueron escritas por Evangelina Sobredo, Cecilia.
| N.º   | Título                  | Duración |  |
| 1.    | «Andar»                 | 4:14     |  |
| 2.    | «Me quedaré soltera»    | 3:10     |  |
| 3.    | «Si no fuera porque...» | 2:36     |  |
| 4.    | «Con los ojos en paz»   | 2:54     |  |
| 5.    | «Canción de amor»       | 3:10     |  |
| 6.    | «Un millón de sueños»   | 4:30     |  |
| 7.    | «Cuando yo era pequeña» | 2:22     |  |
| 8.    | «Mi ciudad»             | 3:02     |  |
| 9.    | «Me iré de aquí»        | 3:31     |  |
| 10.   | «Equilibrista»          | 2:17     |  |
| 32:20 |                         |          |  |

## Portada
La portada, contraportada y funda interior cuentan con fotografías de Francisco Ontañón. El exterior del disco es blanco, con fotografías en blanco y negro, mientras que la funda interior es en color. Existe una versión distinta de la portada, sin fotografía, en color blanco, donde solo se destaca en la esquina superior derecha el título del álbum y el logotipo de la CBS. Se trata de una edición limitada que hace clara referencia a White Album de The Beatles. Cuenta con el mismo número de catálogo que el álbum original.

## Censura
El concepto original que del álbum tenía Cecilia era de orientación feminista. El título del LP iba a ser Me quedaré soltera y una fotografía de Pablo Pérez-Mínguez mostrando a Cecilia embarazada iba a ilustrar la portada. En un ejercicio de censura previa, los directivos de la compañía discográfica desestimaron el proyecto, renombrando el álbum como Cecilia 2 y colocando la fotografía de Francisco Ontañón que muestra a Cecilia de perfil insinuando un embarazo, pero muy suavemente.
El tema «Un millón de sueños» hizo que Cecilia tuviera que declarar en el juzgado. Su título original era «Un millón de muertos», citando la novela homónima de José María Gironella, era una referencia explícita a la guerra civil española. El tema no sufrió modificaciones porque Cecilia aseguró que se trataba de una letra acerca de la guerra de Yom Kipur que ella misma había presenciado. De todos modos el tema quedó fuera de las emisoras de radio y relegado como cara B del sencillo «Canción de amor» dado que recibió la clasificación de «no radiable».

## Crítica y popularidad
Este LP fue el menos vendido de la carrera de Cecilia a pesar de contar con el elogio casi unánime de la crítica musical. Este LP está clasificado en el número 35 de los 100 mejores discos del siglo XX en España según la revista Efe Eme